# Claudia Traisac
Claudia Hernández Blas, conocida artísticamente como Claudia Traisac, (Leganés; 14 de diciembre de 1992) es una actriz española de cine, teatro y televisión especialmente conocida por dar vida a Lara Balarés en la ficción de Telecinco Vivir sin permiso y a Casandra Lenormand en Alta mar de Netflix.

## Biografía
A los 9 años, su madre le ofreció la oportunidad de participar en un corto. Se apuntó a teatro en el colegio y entró en una agencia de publicidad. Más adelante, completó su formación en el Centro del Actor dirigido por Lorena García de las Bayonas. Además, tiene la licenciatura de Comunicación audiovisual.
Empezó su carrera televisiva en 2004 en la serie El inquilino de Antena 3 donde interpretó a Yoli los 13 capítulos que duró la serie. También ese año se estrenó en el cine con la película El séptimo día de Carlos Saura.
En 2005 formó parte del reparto habitual de la serie de Cuatro Ke no!, donde interpretó a Amaia.
En 2006 participó en la TV movie Atropello de Antena 3. Ese año también se incorporó a la longeva serie de televisión española Cuéntame cómo pasó como personaje recurrente hasta 2008.
En 2008 forma parte del reparto de la serie juvenil de Antena 3 18, La serie donde interpreta a Laura. La serie es cancelada después del final de la primera temporada debido a su baja audiencia. Ese año también forma parte del elenco de la miniserie La bella Otero.
En 2009 apareció en 6 capítulos de la serie de sobremesa de televisión española Amar en tiempos revueltos interpretando a Pilar. También participó en la película Amanecer en Asia dirigida por Dinoisio Pérez.
En 2010 participó en el largometraje Toma Cero. Pionera, interptetando el personaje de Helena Cortesina, y dirigida por Rosa Blas Traisac. https://www.filmin.es/pelicula/toma-cero-pionera.
En 2012 participa en la miniserie de Telecinco Carmina, que narra la vida de Carmina Ordóñez. Ese mismo año forma parte del reparto de la miniserie de Antena 3 Rescatando a Sara junto a Fernando Guillén Cuervo y Carmen Machi. También se incorpora a la nueva serie de misterio de Antena 3 Luna, el misterio de Calenda, donde interpretó a Silvia durante las dos temporadas que duró la serie.
En 2013 se incorpora al elenco del musical Hoy no me puedo levantar en el teatro Coliseum de Madrid junto a Daniel Diges y Adrián Lastra.
En 2014, mientras sigue en el teatro, estrena la película filmada en inglés Escobar: Paradise Lost junto a Benicio del Toro y Josh Hutcherson. También realiza pequeños cameos en series de gran audiencia como Aída y El Príncipe, ambas producciones de Telecinco.
En 2015 se incorpora al elenco de la cuarta temporada del musical La llamada de Javier Calvo y Javier Ambrossi sustituyendo a Macarena García en el papel de María Casado.
En 2016 vuelve a incorporarse como personaje recurrente a la serie Cuéntame cómo pasó, donde interpreta a Julia. También se une al reparto de la serie La sonata del silencio de televisión española interpretando a Elena, la protagonista. Realiza un cameo en el tercer capítulo de la web serie de Flooxer Paquita Salas dirigida por Javier Ambrossi y Javier Calvo.
En marzo de 2017, la Unión Por Leganés (ULEG) le entregó el ‘Premio al Independiente del año’ en la categoría de protagonista local, hecho relevante para la actriz, pues según relató en su discurso «es uno de los primeros premios que me han dado».
En 2018 participó en la serie Vivir sin permiso en Telecinco, con la productora Alea Media, protagonizada por José Coronado y Álex González, donde continuó en su segunda temporada, emitida en 2020. Ese mismo año participó como personaje recurrente en la serie de Antena 3 Apaches.
En 2019 se incorporó como personaje principal en la segunda temporada de la serie de Netflix Alta mar, interpretando a Casandra Lenormand. Además, se reincorporó a la tercera temporada de Paquita Salas con su papel de Clara Valle.
En 2020 protagonizó, junto a Javier Morgade, el cortometraje Lo de aquella noche. En 2021 se incorporó al elenco en la cuarta temporada de Luimelia, interpretando a Laia Cervera.

## Trayectoria profesional

### Cine
| Año  | Título                       | Personaje           | Director                       | Notas                                                                      |
| ---- | ---------------------------- | ------------------- | ------------------------------ | -------------------------------------------------------------------------- |
| 2004 | El séptimo día               | Isabel Jiménez niña | Carlos Saura                   | Debut en cine                                                              |
| 2009 | Amanecer en Asia             | Claudia             | Dionisio Pérez                 | Papel secundario 2010 Toma cero. Pionera Helena Cortesina RosaBlas Traisac |
| 2014 | Escobar: Paradise Lost       | María               | Andrea Di Stefano              | Papel principal                                                            |
| 2017 | La llamada                   | Niña Campamento     | Javier Calvo y Javier Ambrossi | Cameo                                                                      |
| 2022 | Ramona                       | Embarazada          | Andrea Bagney                  | Cameo                                                                      |
| 2023 | La última noche de Sandra M. | Sandra Mozarowsky   | Borja de la Vega               | Papel principal                                                            |
| 2023 | Teresa                       | Juana               | Paula Ortiz                    | Papel secundario                                                           |

### Televisión
| Año       | Título                          | Personaje                         | Cadena              | Notas                                      |
| --------- | ------------------------------- | --------------------------------- | ------------------- | ------------------------------------------ |
| 2004      | El inquilino                    | Yoli                              | Antena 3            | Papel principal; 13 episodios              |
| 2005      | Ke no!                          | Amaia                             | Cuatro              | Papel principal; 7 episodios               |
| 2006      | Atropello                       | —                                 | Antena 3            | Película de televisión                     |
| 2006-2018 | Cuéntame cómo pasó              | Julia Valcárcel                   | La 1                | Papel secundario; 34 episodios             |
| 2008      | La bella Otero                  | Bella Otero (Niña)                | Antena 3            | Miniserie; 2 episodios                     |
| 2008-2009 | 18, la serie                    | Laura Valencia                    | Antena 3            | Papel principal; 21 episodios              |
| 2009-2010 | Amar en tiempos revueltos       | Pilar                             | La 1                | Papel episódico; 6 episodios               |
| 2011      | Homicidios                      | Carolina                          | Telecinco           | Papel episódico; 1 episodio                |
| 2012      | Carmina                         | Belén Ordóñez (Joven)             | Telecinco           | Miniserie; 1 episodio                      |
| 2012      | Rescatando a Sara               | Laura                             | Antena 3            | Miniserie; 2 episodios                     |
| 2012-2013 | Luna, el misterio de Calenda    | Silvia Elías                      | Antena 3            | Papel principal; 18 episodios              |
| 2014      | Aída                            | Clara                             | Telecinco           | Papel episódico; 1 episodio                |
| 2014      | El Príncipe                     | Silvia                            | Telecinco           | Papel episódico; 1 episodio                |
| 2016      | La sonata del silencio          | Elena Montejano                   | La 1                | Papel principal; 9 episodios               |
| 2016-2019 | Paquita Salas                   | Clara Valle                       | Flooxer / Netflix   | Papel secundario; 3 episodios              |
| 2018      | Apaches                         | Vicky                             | Antena 3            | Papel secundario; 9 episodios              |
| 2018-2020 | Vivir sin permiso               | Lara Balarés Ponte                | Telecinco           | Papel principal; 26 episodios              |
| 2019      | Alta mar                        | Casandra Lenormand / Carmen Marín | Netflix             | Papel principal; 8 episodios (Temporada 2) |
| 2021      | Luimelia                        | Laia Cervera                      | Atresplayer Premium | Papel secundario; 2 episodios              |
| 2022      | Zasback                         | Lara                              | Movistar+           | Papel episódico; 1 episodio                |
| 2023      | Los pacientes del doctor García | Rita Velázquez                    | La 1 / Netflix      | Papel principal; 3 episodios               |
| 2023      | Un cuento perfecto              | Cristina                          | Netflix             | Papel episódico; 1 episodio                |
| 2024      | Vestidas de azul                | Susana                            | Atresplayer Premium | Papel episódico; 1 episodio                |
| 2024      | Nos vemos en otra vida          | Bea                               | Disney+             | Papel secundario; 3 episodios              |
| 2025      | La vida breve                   | Doncella                          | Movistar Plus+      | Papel secundario; 6 episodios              |
| 2025      | El minuto heróico               | Víctima                           | Max                 | Serie documental; 4 episodios              |

### Teatro
| Año             | Título                   | Personaje    | Director                       | Teatro                  | Notas           |
| --------------- | ------------------------ | ------------ | ------------------------------ | ----------------------- | --------------- |
| 2013            | Hoy no me puedo levantar | Ana          | David Ottone                   | Teatro Coliseum, Madrid | Papel principal |
| 2015-2016; 2020 | La llamada               | María Casado | Javier Ambrossi y Javier Calvo | Teatro Lara, Madrid     | Papel principal |

### Cortometrajes
| Año  | Título              | Personaje | Director                       |
| ---- | ------------------- | --------- | ------------------------------ |
| 2014 | An Instagram story  | Malena    | Roberto Pérez Toledo           |
| 2020 | Lo de aquella noche | Diana     | Inés Pintor y Pablo Santidrián |

### Videoclips
| Año  | Título      | Artista | Director      |
| ---- | ----------- | ------- | ------------- |
| 2024 | Dónde estás | Alizzz  | Félix Bollaín |